# نامکو، تبت
نامکو، تبت (به لاتین: Namco) یک منطقهٔ مسکونی در جمهوری خلق چین است که در لهاسا واقع شده‌است.